# Tylomantis armillata
Tylomantis armillata es una especie de mantis de la familia Iridopterygidae.

## Distribución geográfica
Se encuentra en el Archipiélago de Bismarck.